# Tagdrag-Kloster
| Tibetische Bezeichnung                   |
| ---------------------------------------- |
| Wylie-Transliteration: stag brag dgon pa |
| Chinesische Bezeichnung                  |
| Vereinfacht: 达扎寺 (u. a.)              |
| Pinyin:Dazha si                          |

Das Tagdrag-Kloster (tib.: stag brag dgon pa) ist ein Kloster der Gelug-Tradition des tibetischen Buddhismus im Kreis Tölung Dechen (Doilungdêqên) im Verwaltungsgebiet der Stadt Lhasa des Autonomen Gebiets Tibet der Volksrepublik China.
Es ist der Hauptsitz der Trülku-Linie der Tagdrag Rinpoches (tib.: stag brag rin po che). Der zweite Tagdrag Rinpoche, Ngawang Sungrab Thutob (1874–1952), beispielsweise war Regent von Tibet und eine bekannte Persönlichkeit der Geschichte Tibets. Der Autor Sergius L. Kuzmin berichtet über ihn:

„The leader of the CPC ignored the opinion of the  Tibetans. On November the 4th, 1949, Regent Taktra appealed to all states with a  plea for help, but help never came.“